# Arhip Ivanovics Kuindzsi
Arhip Ivanovics Kuindzsi (oroszul: Архип Иванович Куинджи) (Mariupol, 1842. (?) – Szentpétervár, 1910. július 11.) görög (és tatár?) származású festő, a 19. századi orosz tájképfestészet eredeti tehetségű újítója.

## Élete és művészi pályája

### Származás, tanulóévek
A művész életéről, különösen első éveiről viszonylag kevés megbízható adat áll rendelkezésre. Még születésének évét sem tudták pontosan megállapítani, többnyire az 1842-es évet tartják elfogadottnak. Kuindzsi az Azovi-tenger partján fekvő Mariupol város peremén született szegény görög cipész gyermekeként. A családban tatárul is beszéltek, és nem kizárt, hogy az anya esetleg tatár lehetett. Maga a festő a görög és a tatár nyelvet is jól beszélte. A Kuindzsi név török eredetű név, jelentése aranyműves; a festő nagyapja valóban aranyműves volt.
Arhip Kuindzsi korán árván maradt, rokonoknál nevelkedett, egy ideig a városi iskolában tanult, de hamarosan munkába kellett állnia: egy helyi építőmesternél, majd egy kereskedőnél szolgált, később fényképek retusálásával foglalkozott. Már kisgyerekként szenvedélyesen rajzolgatott. Egy jóakarója tanácsára felkereste a tengerparti Feodoszijában Ajvazovszkijt, aki akkor már ünnepelt festő volt. A kamasz fiúval valószínűleg inkább csak a nagy festő tanítványa és segédje, Adolf  Fessler foglalkozott, ám pályakezdésére ez is komoly hatást gyakorolt. Néhány hónappal később Kuindzsi már Odesszában volt retusőr, majd Szentpétervárra ment, hogy felvételt nyerjen a Művészeti Akadémiára.
Kétszer tett felvételi vizsgát, de hiányos tudása miatt mindkétszer sikertelenül. Végül Tatár száklya című képét az akadémia kiállításán 1868-ban elismeréssel fogadták, és engedélyt kapott, hogy az akadémia szabad hallgatója legyen. Egy ideig rendszeresen járt a foglalkozásokra, később fokozatosan elmaradt. Kuindzsi bekerült a művészek világába, megismerkedett Repinnel, Vasznyecovval, Kramszkojjal.

### 1872–1882
Első festményeit Ajvazovszkij romantikus tájképeinek hatása alatt festette, ezek azonban nem maradtak fenn. 1872-ben kezdődött Kuindzsi munkásságának az a felívelő, sikerekben gazdag évtizede, amelyben művészete kiteljesedett, és amelynek végén, alkotóereje teljében pályája váratlanul megtört.
A Ladoga-tónál eltöltött nyár művészi útkeresésének eredménye a Ladoga-tó (1872) és az 1873. évi kiállításon bemutatott Valaam szigetén. Kuindzsi befutott festő lett.
Ennek az időszaknak az elején csatlakozott a Vándorkiállítók Társasága (Tovariscsesztvo peredvizsnih hudozsesztvennih visztavok) művészeinek csoportjához, részt vett kiállításaikon. Az ő szociális érzékenységük, realista tendenciájuk érződik az 1872-ben készült Keresztút ősszel című festményen. Az esős, ködös őszi tájban gyermekét kézen fogva vezető asszony alakja, az elakadt szekér, a távolban felsejlő kunyhó képe szomorúságot áraszt. Ebbe a sorba tartozik az Elfeledett falu (1874) súlyos, komor felhők alatt megbúvó apró házaival, és különösen a következő évben kiállított A csumacki országút Mariupolban (1875). Sártengerbe süppedő fogatok végtelen sora kanyarog az esős sztyeppén; az alakok körvonalai elmosódnak a nyirkos, ködös levegőben, az egész kép a kilátástalanság érzetét kelti.
1875-ben Kuindzsi rövid nyugat-európai tanulmányutat tett. Utazása, a francia impresszionizmussal való megismerkedése valószínűleg  megerősítette abban, hogy a saját útját járja. Hazatérése után szülővárosában házasságot kötött gyerekkori szerelmével, a szintén görög származású Vera Ketcserdzsi-Sapovalovával, majd Szentpétervárra utaztak és ott is telepedtek le.
Ettől kezdve Kuindzsi az orosz festészetben korábban ismeretlen utakon indult el. 1876-ban, az ötödik vándorkiállításon mutatta be Ukrajnai éjszaka című képét. Az árnyékos részek és a kunyhók falára ömlő éles holdfény kontrasztja különleges hangulatot sugároz. A szociális mondanivaló eltűnt, csak a nyári éjszaka hangulatának érzékletes ábrázolása dominál. A festmény az 1878. évi párizsi világkiállításon is sikert aratott. 

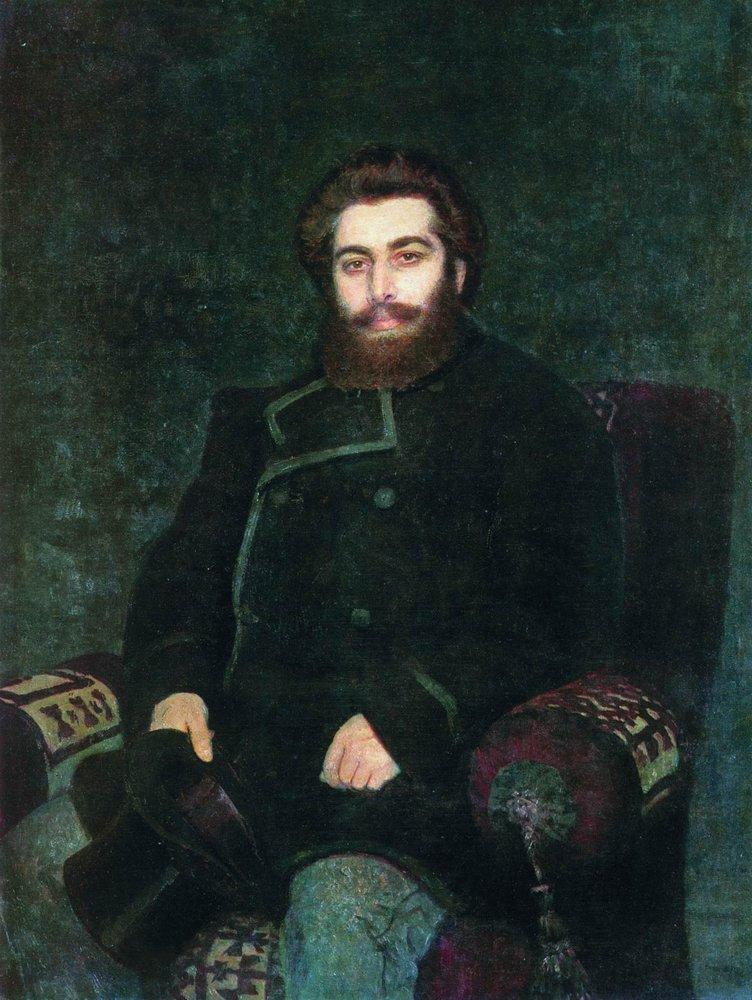
Ilja Jefimovics Repin festménye (1877)

A Nyírfaliget (1879) még nagyobb feltűnést keltett. A képen a természet realisztikus bemutatása, a részletek aprólékos kidolgozása helyett az összbenyomás visszaadása, a fény és a színek játéka a fontos. Ezen kívül nincs semmi fölösleges, a festő leegyszerűsíti a formákat. A napsütötte réten álló fehér nyírfák újszerű ábrázolását a közönség lelkesen, de a szakma néhány képviselője elutasítással fogadta. Kuindzsi sértődötten szakított a „vándorkiállítók“ csoportjával.
1880-ban Szentpéterváron saját kiállítást rendezett. A kiállítás egyetlen festményből állt, melyet kétfelől mesterséges fény világított meg. A Holdfényes éj a Dnyeperen című képe oroszországi kiállításon korábban soha nem látott sikert aratott, ma is ezt tartják Kuindzsi leghíresebb művének. A magasan álló hold, a tájat elöntő  sápadt fény a csend és nyugalom benyomását kelti. A holdfény a zöld tónus minden árnyalatát magában foglalja, a csillogó középső sávtól fokozatosan tompul és végül egybeolvad az éjszaka feketeségével.
A következő évben kiállított A Dnyeper reggel című képen nincs ez a csillogó dekorativitás, hanem a végtelenbe vesző folyó és a sokféle tónus alkalmazásával megfestett sztyeppi növényzet bujasága érzékelteti a reggel különleges hangulatát.
1882-ben volt még egy önálló kiállítása, amely egyben az utolsónak is bizonyult. Kuindzsi elhatározta, hogy több képet nem állít ki, és elhatározását élete végéig megtartotta. Döntését így indokolta: „A művésznek addig kell kiállításokon szerepelnie, amíg – akár az énekesnek – hangja van. Ha elcsuklik a hangja, akkor távoznia kell, nem szabad mutatkoznia, nehogy kinevessék.“

### Hallgatag évek
A nyilvánosság kerülése nem jelentette azt, hogy felhagyott a munkával. Ebből a késői időszakával megemlíthetők az Elbrusz, az Este Ukrajnában (1878-1901), a Tölgyek (1900-03), a Köd a tengeren (1900-1905), a Holdas éj (1905–1908). Kuindzsi azonban nem volt elégedett ezekkel a munkáival, nem is tüntette fel rajtuk kézjegyét.
1886-ban kisebb birtokot vásárolt a Krímben, egy ideig ott élt feleségével teljes visszavonultságban. 1894-ben a megreformált szentpétervári Művészeti Akadémia tanára lett, három évvel később azonban távoznia kellett, mert jelen volt a diákok egyik tiltakozó megmozdulásán. Magántanárként folytatta a tanítást és minden módon támogatta a fiatalokat. Külföldi tanulmányutak szervezésére 1898-ban jelentős összeget ajánlott fel az akadémiának.
Amikor megtudta, hogy fiatal művészek támogatására társaságot készülnek alapítani, anyagi támogatást nyújtott, krími birtokát is odaajándékozta és megmaradt képeit végrendeletileg a társaságra hagyta. Az alapítók hálából róla nevezték el szervezetüket. A Kuindzsi Társaság 1929-ig állt fenn, megszüntetésekor a tulajdonában lévő képek a leningrádi Állami Orosz Múzeum birtokába kerültek.

## Kiállítások
Képeiből a szentpétervári Állami Orosz Múzeum rendezett nagy kiállítást 2008-ban. 2018 őszén a moszkvai Tretyjakov Galériában nyílt reprezentatív kiállítás, melyen több mint 180 művét mutatták be.

## Festmények

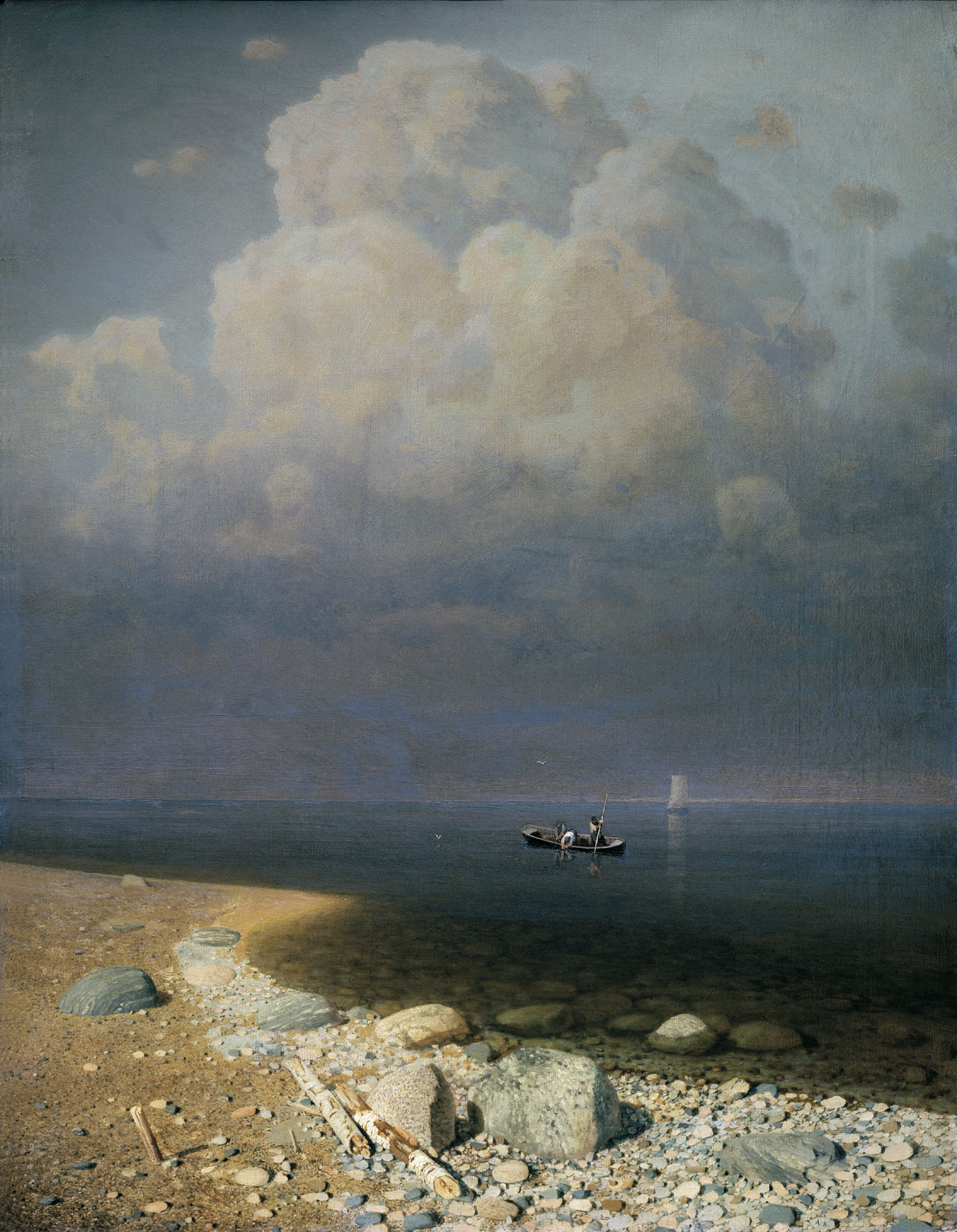
A Ladoga-tó
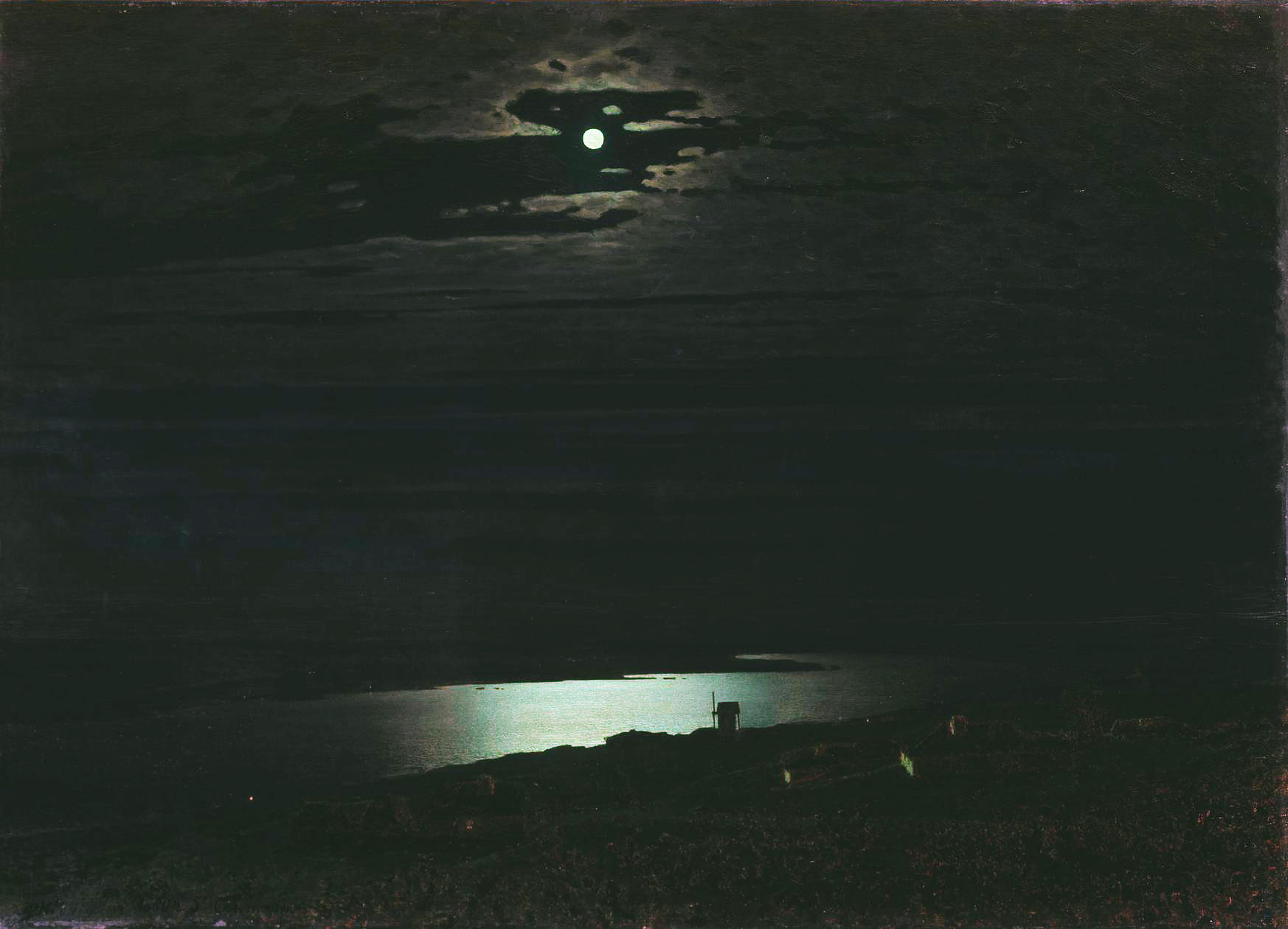
Holdfényes éj a Dnyeperen
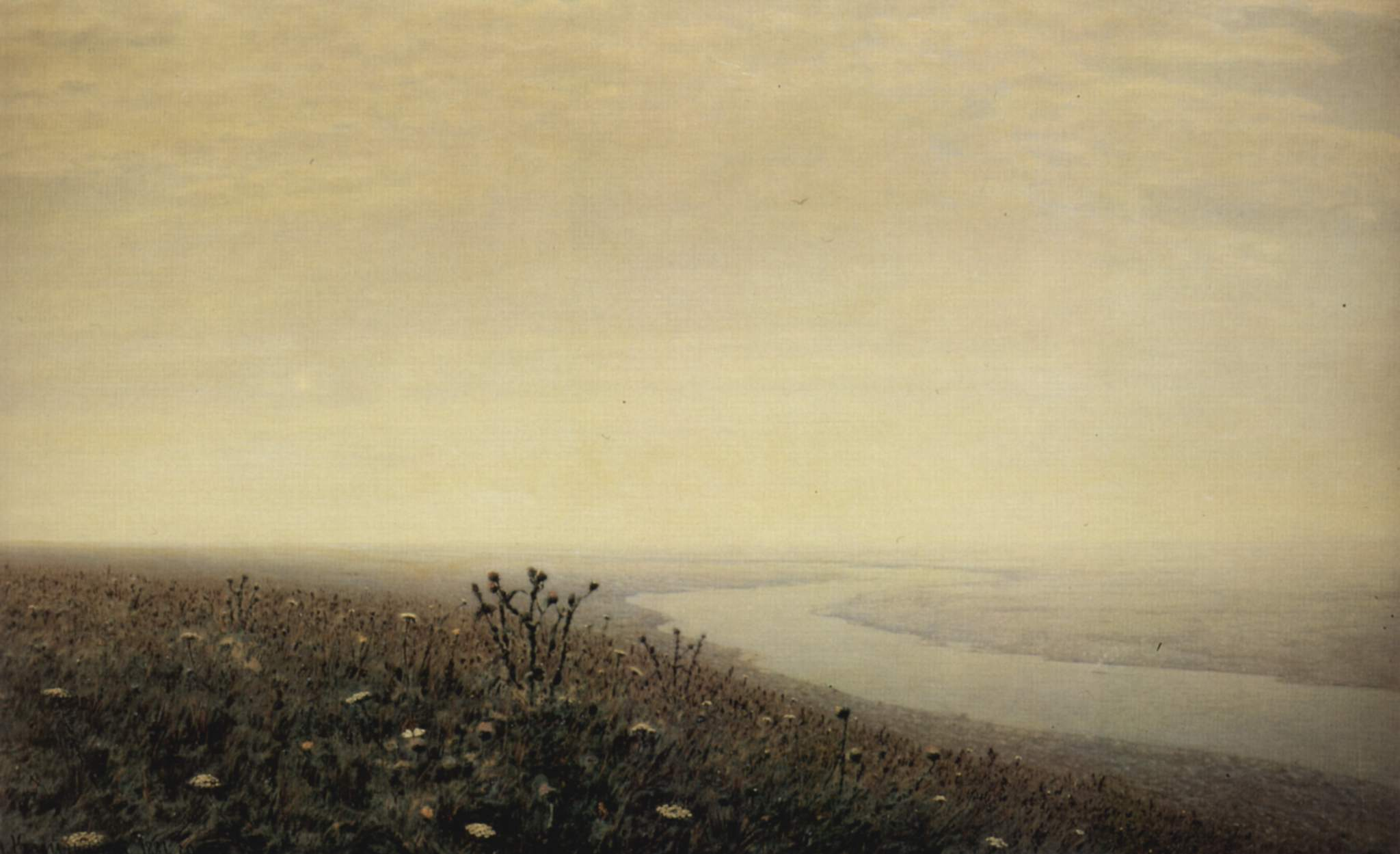
A Dnyeper reggel
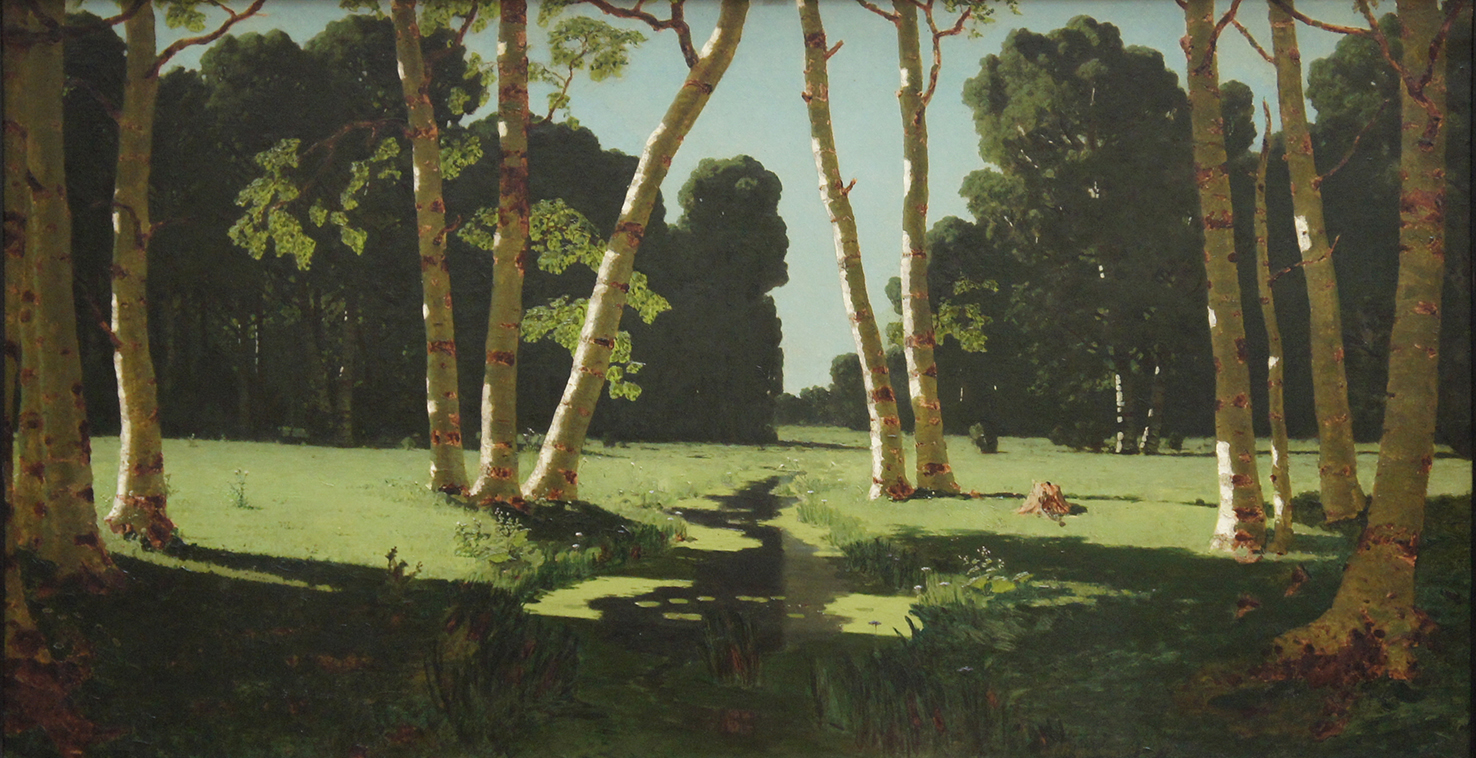
Nyírfaliget
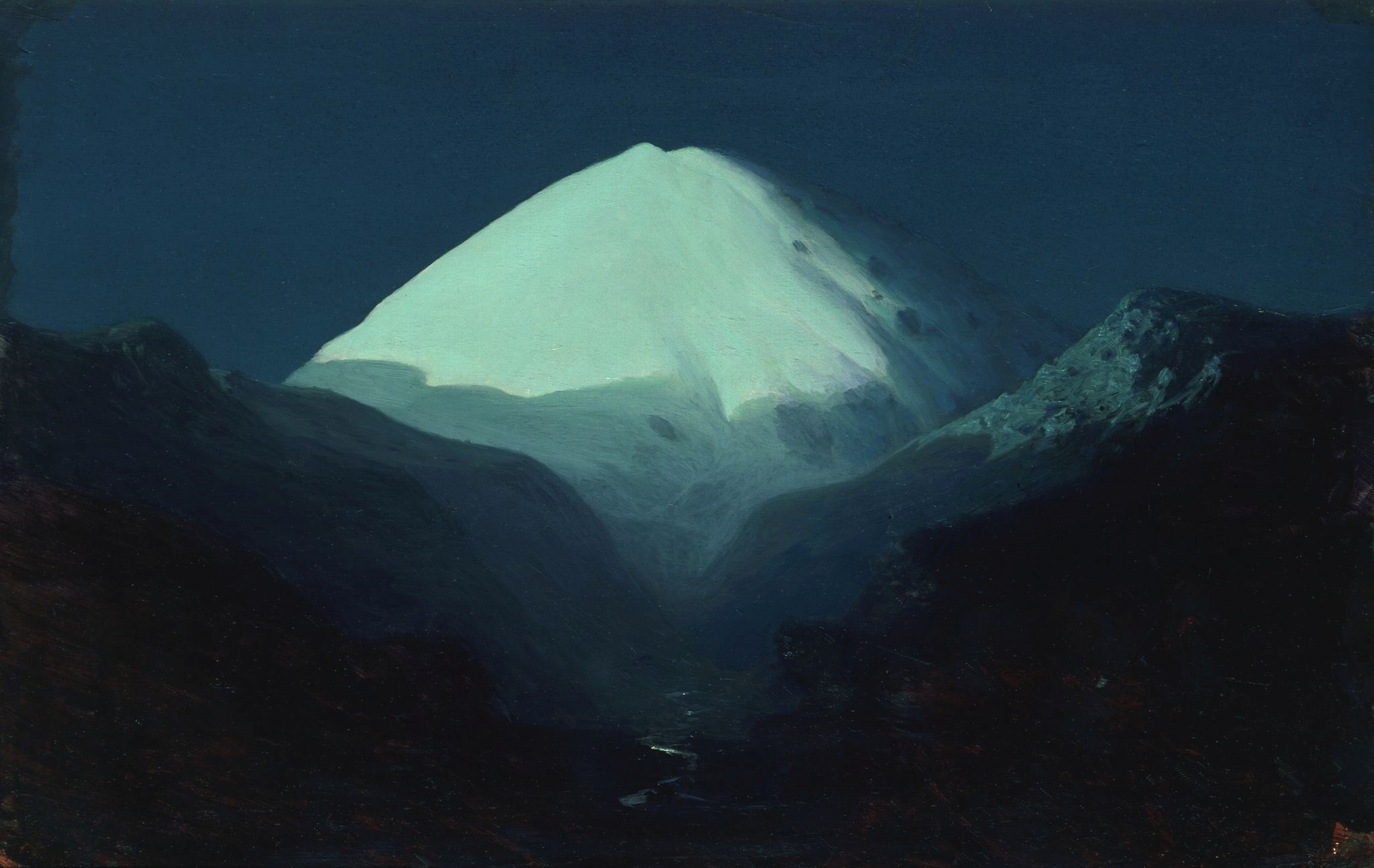
Elbrusz. Holdas éj
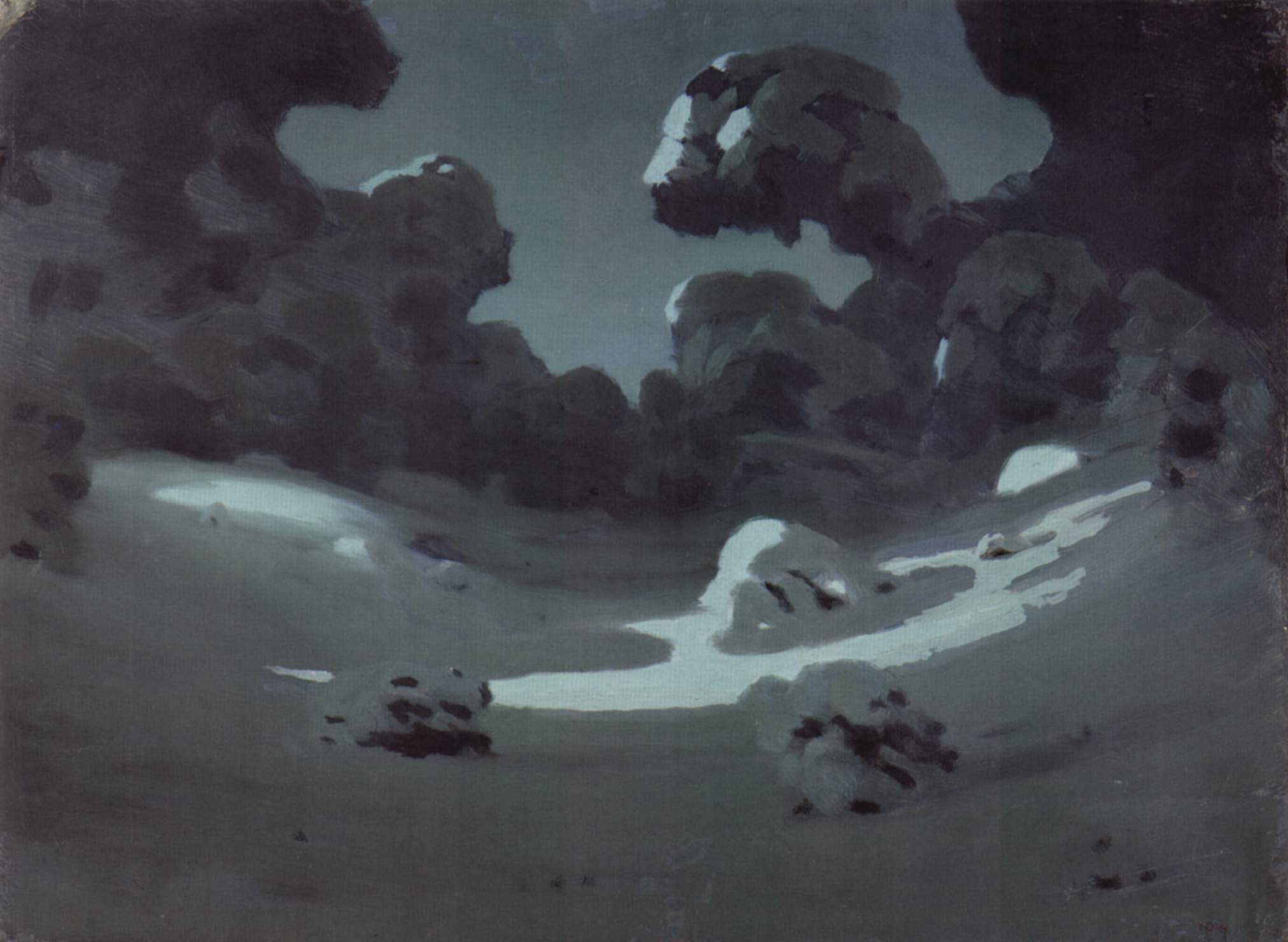
Holdfény foltok az erdőben. Tél
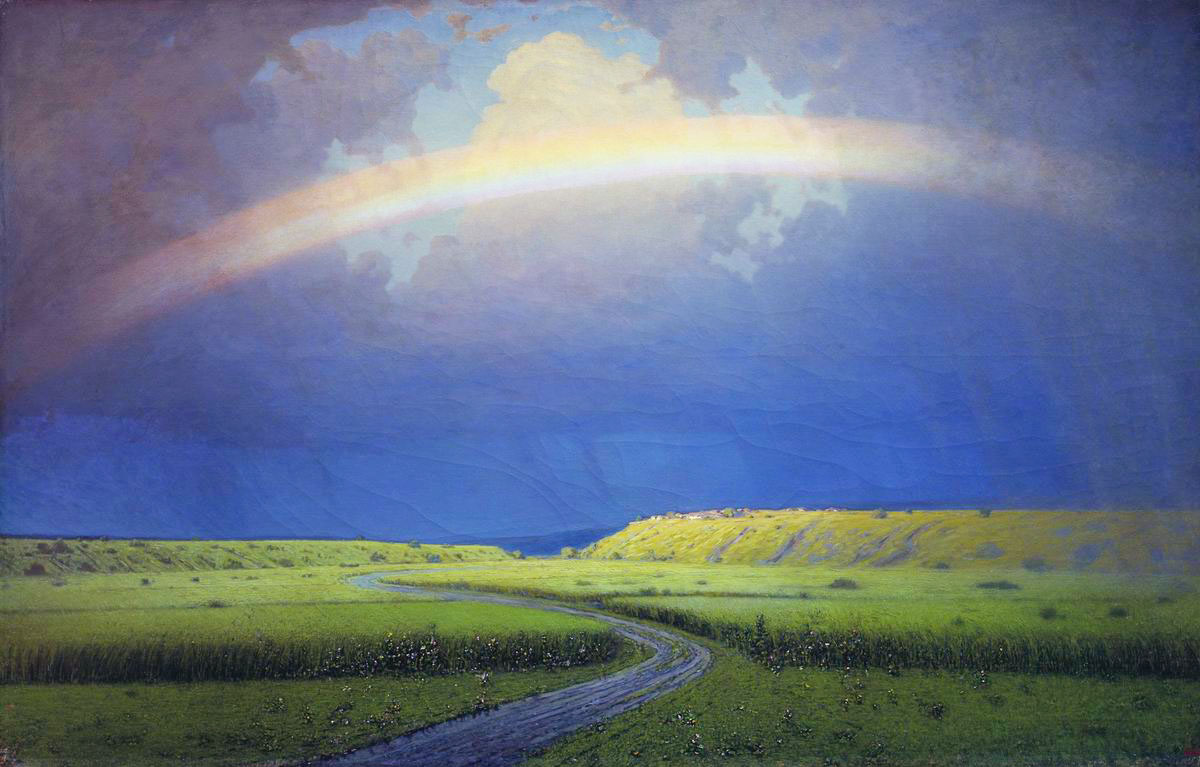
Szivárvány
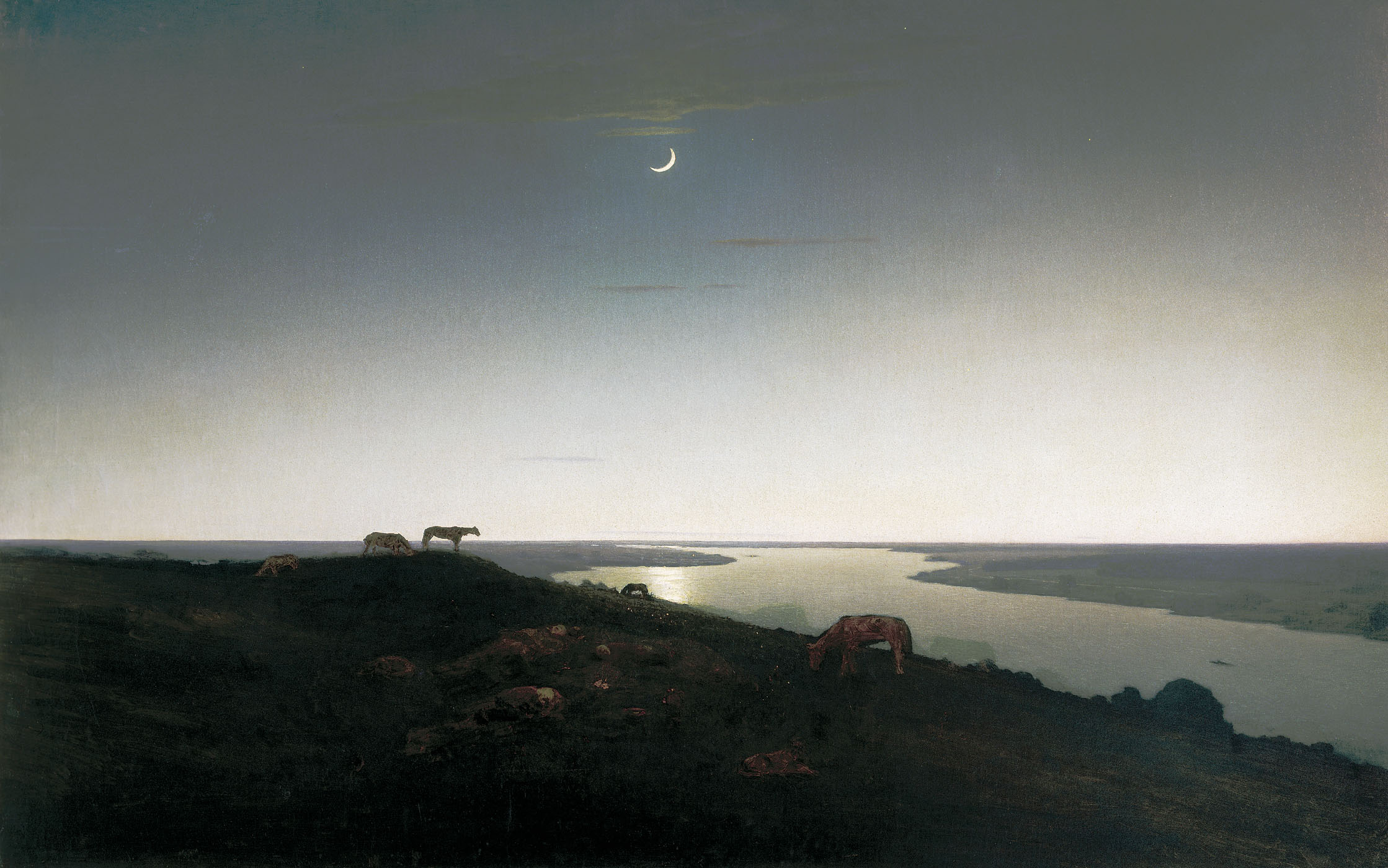
Éjszaka